# Бортовой управляющий компьютер «Аполлона»
Бортовой управляющий компьютер КА Аполлон (Apollo Guidance Computer, AGC) проводил вычисления и контролировал движение, навигацию, и управлял командным и лунным модулями в ходе полётов по программе Аполлон.
AGC был разработан для программы Аполлон в начале 1960-х годов в лаборатории приборов Массачусетского технологического института. Отличительной особенностью конструкции компьютера являлось применение микросхем, что было сделано впервые.
В ходе каждого полёта к Луне по программе Аполлон (за исключением Аполлон-8, в составе которого не было лунного модуля) на борту командного и лунного модулей присутствовало по одному AGC. AGC командного модуля был основным вычислительным средством системы навигации и управления, а AGC лунного модуля работал со своей собственной системой управления, навигации и контроля, называвшейся PGNCS (Primary Guidance, Navigation and Control System).
Также при полёте к Луне использовались два дополнительных компьютера:
- Цифровой компьютер ракеты-носителя (Launch Vehicle Digital Computer, LVDC), расположенный в приборном отсеке ракеты-носителя Сатурн-5 и
- Аварийная система наведения (Abort Guidance System, AGS), расположенная на борту лунного модуля на случай отказа PGNCS. AGS могла быть использована для взлёта с поверхности Луны и стыковки с командным модулем, но не для посадки.

## Разработка
Руководителем разработки AGC выступил Чарльз Старк Дрейпер, а главным конструктором аппаратного обеспечения — Элдон Холл. Изначальные изыскания проводили Лэнинг Младший, Альберт Хопкинс, Рамон Алонсо и Хьюг Блэйр-Смит. Серийное производство осуществлялось фирмой Рейтеон, причём в группу разработчиков был включён её представитель, Херб Тэлер.
Микросхемы, производимые фирмой «Фэйрчайлд семикондактор», работали на резисторно-транзисторной логике (использование в ходе разработки микросхем только одного типа позволило избежать ряда проблем, с которыми столкнулись в ходе разработки другого бортового компьютера, предназначенного для ракеты Минитмен II, в конструкции которого использовались диодно-транзисторная логика и диодно-диодная логика) и были заключены в корпуса типоразмера flat-pack (уплощённый позолоченный корпус с ленточными выводами).
Микросхемы были соединены посредством монтажа накруткой с последующей заливкой эпоксидным компаундом.
Все компоненты, применявшиеся в устройстве, проходили многократное жёсткое тестирование. До 60 % всех микросхем, производившихся тогда в США, уходило на программу «Аполлон».
Компьютер постоянно совершенствовался. Так, его первая версия содержала 4100 микросхем, каждая из которых представляла собой трёхвходовое ИЛИ-НЕ, а последующая, вторая версия, использовавшаяся в пилотируемых полётах, использовала 2800 микросхем, каждая из которых объединяла два трёхвходовых ИЛИ-НЕ.

## Конструкция
Память компьютера состояла из 2048 слов перезаписываемого ОЗУ и 36 К слов ПЗУ с линейной выборкой на многократно прошитых сердечниках. Цикл чтения-записи ОЗУ и ПЗУ занимал 11,72 мкс. Длина слова составляла 16 бит: 15 бит данных и 1 бит чётности. Формат 16-битного слова процессора включал в себя 14 бит данных, бит переполнения и бит знака.

### Интерфейс дисплея и клавиатуры
Пользовательский интерфейс AGC представлял собой индицируемые на панели 7-сегментные цифры и транспаранты и клавиатуру, похожую на клавиатуру калькулятора. Команды вводились в цифровом режиме как двузначные числа: действие и объект. Действие описывало тип выполняемой операции, а объект определял данные для работы.
Цифры зелёного цвета отображались на высоковольтных электролюминесцентных семисегментных индикаторах. Сегменты индикаторов управлялись электромеханическими реле, что увеличивало время обновления дисплея (обновлённая версия компьютера использовала более быстрые элементы — тиристоры). На дисплее могли отображаться одновременно три числа по пять цифр в каждом, формат отображения мог быть как восьмеричным, так и десятичным, и использовался в основном для отображения векторов положения КА или необходимого изменения скорости (ΔV). Хотя данные хранились в метрической системе, они отображались в системе мер, принятой в США. Подобный интерфейс был первым в своём роде, послужив прототипом для всех подобных интерфейсов панелей управления.
Командный модуль располагал двумя интерфейсами, подключёнными к их AGC. Один располагался на главной панели управления, а второй — в нижнем приборном отсеке возле секстанта и использовался для корректировки навигационной платформы. На борту лунного модуля имелся один AGC. Над интерфейсом на панели командира, а также в лунном модуле, был расположен индикатор положения модуля (Flight Director Attitude Indicator, FDAI), также управлявшийся AGC.
В 2009 г. один из интерфейсов был продан на открытом аукционе, проводившимся Heritage Auctions, за 50 788 долларов.

### Синхронизация по времени
Временные эталоны работы AGC задавались кварцевым резонатором с частотой в 2,048 МГц. Частота делилась на два, чтобы обеспечить AGC четырёхфазным источником рабочей частоты. Частота 1,024 МГц также делилась пополам, чтобы получить сигнал с частотой 512 кГц, называвшейся основной частотой, использовавшийся для синхронизации внутренних систем КА.
Основная частота впоследствии делилась блоком масштабирования сначала на пять (посредством счётного устройства с кольцевой схемой) для получения сигнала с частотой 102,4 кГц. Затем она делилась на два посредством следующих друг за другом логических вентилей: от F1 (51,2 кГц) до F17 (0,78125 Гц). Частота с вентиля F10 (100 Гц) передавалась по каналу обратной связи в AGC для работы часов бортового времени и прочих постоянных счётчиков, работающих на приращение. Частота с вентиля F17 использовалась для периодического запуска AGC, когда тот находился в режиме ожидания.

### Центральные регистры
Для проведения основных вычислений AGC располагал четырьмя 16-битными регистрами, называвшимися центральными регистрами:
| A :  | Аккумулятор, для основных вычислений                                                                                  |
| Z :  | Счётчик команд, хранивший адрес следующей команды для выполнения                                                      |
| Q :  | Остаток при выполнении команды DV (деление), и адрес точки возврата после выполнения команды TC (безусловный переход) |
| LP : | Младшая часть произведения при выполнении команды MP (умножение)                                                      |

В адресном пространстве ОЗУ четыре адреса (с 20 по 23) назывались «редактирующими» (англ. editing locations). Данные, записанные по трём адресам, считывались со сдвигом на один бит, а по четвёртому - со сдвигом вправо на 7 бит — эта операция использовалась для выделения 7-битных интерпретируемых команд, которые были записаны по две в одно слово. Подобным образом работали как первая, так и вторая модель AGC.